# José Mendoza Posas
José Mendoza (Olanchito, Yoro, Honduras; 21 de julio de 1989) es un futbolista hondureño. Juega de guardameta y su equipo actual es el Olimpia de la Liga Nacional de Honduras.

## Trayectoria
En el 2010 José Mendoza pasó a formar parte del Platense. Desde 2013 jugó en el Xelajú de la Liga Nacional de Fútbol de Guatemala. Luego de su infructuoso pase al Miami United F.C. de la NPSL fue fichado por Estudiantes de Mérida Fútbol Club de la Primera División de Venezuela para jugar el  Torneo Clausura 2016.

## Selección nacional
José Mendoza ha participado en varias categorías con la Selección de fútbol de Honduras. Participó en los Juegos Olímpicos de Londres 2012 con la Selección de fútbol de Honduras Sub-23 y en la eliminatoria rumbo a Brasil 2014 durante la goleada de 8-1 contra Canadá.

### Participaciones en Juegos Olímpicos
| Juegos Olímpicos | Sede        | Resultado        | Partidos | Goles |
| ---------------- | ----------- | ---------------- | -------- | ----- |
| Londres 2012     | Reino Unido | Cuartos de final | 5        | 0     |

## Clubes
| Club                  | País      | Año         |
| --------------------- | --------- | ----------- |
| Platense              | Honduras  | 2010 - 2012 |
| Marathón              | Honduras  | 2012 - 2013 |
| Vida                  | Honduras  | 2013        |
| Xelajú                | Guatemala | 2014 - 2016 |
| Estudiantes de Mérida | Venezuela | 2016        |
| Parrillas One         | Honduras  | 2017        |
| Juticalpa             | Honduras  | 2017 - 2018 |
| Platense              | Honduras  | 2018        |
| Lobos UPNFM           | Honduras  | 2019        |
| Vida                  | Honduras  | 2020 - 2021 |
| Honduras Progreso     | Honduras  | 2021        |
| Olimpia               | Honduras  | 2021 - 2022 |

## Palmarés

### Campeonatos internacionales
| Título               | Club                  | País       | Año  |
| -------------------- | --------------------- | ---------- | ---- |
| Copa Centroamericana | Selección de Honduras | Panamá     | 2011 |
| Liga Concacaf        | Olimpia               | Costa Rica | 2022 |